# Copa de la Corona de Kuwait
La Copa de la Corona de Kuwait o Copa del príncipe heredero es una competición de fútbol en Kuwait, es el tercer torneo en importancia en el país tras la Liga Premier de Kuwait y la Copa del Emir, se disputa anualmente desde 1994.

## Palmarés
| Temporada | Campeón       | Resultado        | Finalista     | Sede de la final                     |
| --------- | ------------- | ---------------- | ------------- | ------------------------------------ |
| 1993-94   | Al-Kuwait SC  | 1 - 0            | Kazma SC      |                                      |
| 1994-95   | Kazma SC      | 4 - 1            | Qadsia SC     |                                      |
| 1995-96   | Al-Arabi SC   | 3 - 1            | Khaitan SC    |                                      |
| 1996-97   | Al-Arabi SC   | 2 - 1            | Kazma SC      |                                      |
| 1997-98   | Qadsia SC     | 4 - 3            | Al-Salmiya SC |                                      |
| 1998-99   | Al-Arabi SC   | 2 - 1            | Al-Salmiya SC |                                      |
| 1999-00   | Al-Arabi SC   | 2 - 1            | Kazma SC      |                                      |
| 2000-01   | Al-Salmiya SC | 3 - 0            | Kazma SC      |                                      |
| 2001-02   | Qadsia SC     | 1 - 0            | Al-Kuwait SC  |                                      |
| 2002-03   | Al Kuwait SC  | 3 - 0            | Al-Arabi SC   |                                      |
| 2003-04   | Qadsia SC     | 2 - 1            | Al-Kuwait SC  |                                      |
| 2004-05   | Qadsia SC     | 1 - 1 (3-1 pen.) | Al-Kuwait SC  |                                      |
| 2005-06   | Qadsia SC     | 2 - 2 (3-2 pen.) | Al-Kuwait SC  |                                      |
| 2006-07   | Al-Arabi SC   | 1 - 0            | Kazma SC      |                                      |
| 2007-08   | Al-Kuwait SC  | 1 - 0            | Qadsia SC     |                                      |
| 2008-09   | Qadsia SC     | 1 - 1 (5-3 pen.) | Al Kuwait SC  |                                      |
| 2009-10   | Al-Kuwait SC  | 2 - 2 (3-2 pen.) | Al-Arabi SC   |                                      |
| 2010-11   | Al-Kuwait SC  | 2 - 1            | Khaitan SC    |                                      |
| 2011-12   | Al-Arabi SC   | 0 - 0 (4-1 pen.) | Qadsia SC     | Al Kuwait Sports Club Stadium        |
| 2012-13   | Qadsia SC     | 3 - 1            | Al-Arabi SC   | Al Kuwait Sports Club Stadium        |
| 2013-14   | Qadsia SC     | 2 - 1            | Al-Arabi SC   | Al Kuwait Sports Club Stadium        |
| 2014-15   | Al-Arabi SC   | 4 - 2            | Al-Kuwait SC  | Al Kuwait Sports Club Stadium        |
| 2015-16   | Al-Salmiya SC | 1 - 0            | Al Kuwait SC  | Estadio Internacional Jaber Al-Ahmad |
| 2016-17   | Al-Kuwait SC  | 0 - 0 (5-3 pen.) | Qadsia SC     | Estadio Internacional Jaber Al-Ahmad |
| 2017-18   | Qadsia SC     | 1 - 1 (6-5 pen.) | Al-Kuwait SC  | Estadio Internacional Jaber Al-Ahmad |
| 2018-19   | Al-Kuwait SC  | 1 - 0            | Qadsia SC     | Estadio Internacional Jaber Al-Ahmad |
| 2019-20   | Al-Kuwait SC  | 0 - 0 (3-2 pen.) | Al-Arabi SC   | Estadio Internacional Jaber Al-Ahmad |
| 2020–21   | Al-Kuwait SC  | 2 - 1            | Qadsia SC     | Estadio Internacional Jaber Al-Ahmad |
| 2021–22   | Al Arabi SC   | 1 - 1 (5–4 pen.) | Al-Kuwait SC  | Estadio Internacional Jaber Al-Ahmad |
| 2022–23   | Al Arabi SC   | 2 - 2 (4–1 pen.) | Al-Salmiya SC | Estadio Internacional Jaber Al-Ahmad |

## Títulos por club
| Club            | Campeón | Subcampeón | Años campeón                                         |
| --------------- | ------- | ---------- | ---------------------------------------------------- |
| Al-Kuwait SC    | 9       | 9          | 1994, 2003, 2008, 2010, 2011, 2017, 2019, 2020, 2021 |
| Al-Qadsia SC    | 9       | 6          | 1998, 2002, 2004, 2005, 2006, 2009, 2013, 2014, 2018 |
| Al-Arabi SC     | 9       | 5          | 1996, 1997, 1999, 2000, 2007, 2012, 2015, 2022, 2023 |
| Al-Salmiya Club | 2       | 3          | 2001, 2016                                           |
| Kazma SC        | 1       | 5          | 1995                                                 |
| Khaitan SC      | -       | 2          | ---                                                  |